# Ilida
Ilida (tiếng Hy Lạp: ?) là một khu tự quản ở vùng Tây Hy Lạp, Hy Lạp. Khu tự quản Ilida có diện tích 401 km², dân số theo điều tra ngày 18 tháng 3 năm 2001 là 36275 người.